# Let It Be/Con i jeans e gli stivali
Let It Be è il sesto 45 giri di Luca Barbarossa.

## Il disco
Nell'autunno del 1985 il cantautore romano pubblica un 45 giri per il mercato sovietico dove, grazie al Festival di Sanremo 1981 e a Roma spogliata, ha avuto un certo riscontro; il disco viene pubblicato dalla Melodia, l'unica casa discografica presente in Unione Sovietica e di proprietà dello stato, e contiene due canzoni registrate dal vivo, sul lato A Let It Be dei Beatles, e sul retro Con i jeans e gli stivali.
Quest'ultimo brano, in origine, era contenuto nell'album di debutto del cantautore, Luca Barbarossa (era la canzone che apriva il lato A); questa versione accentua le caratteristiche folk della canzone.
Entrambi i brani sono suonati da Barbarossa con la collaborazione di Mario Amici alla seconda chitarra, e sono inediti per l'Italia.